# Slatine

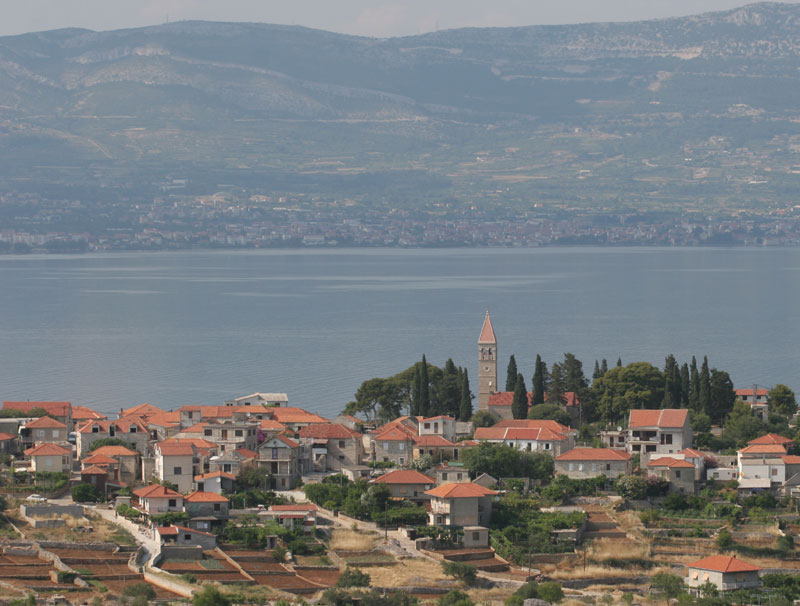
Slatine auf Čiovo

Slatine ist ein kleiner Ort auf der Insel Čiovo in Kroatien. Der Ort befindet sich etwa 7 Kilometer von Trogir entfernt. Slatine hat 1106 Einwohner (Stand 2011), doch die meisten haben dort nur ein Wochenendhäuschen und sind daher nur im Sommer in Slatine. Die Einwohner leben hauptsächlich vom Fischfang und dem Tourismus. Der Ort ist mit einer Busverbindung mit Trogir verbunden. Im Sommer ist auch eine Schiffsverbindung mit Split vorhanden. Der Ort gehört unter die Stadtverwaltung von Split.
Sehenswert ist die Wallfahrtskirche Prizidnica auf der Südseite der Insel Čiovo. Sie befindet sich nur 4 Kilometer von Slatine entfernt und wurde direkt in den Fels der Insel mit mehreren Priestern erbaut.